# Освајачи олимпијских медаља у атлетици — 60 метара за мушкарце
Освајачи олимпијских медаља у атлетици за мушкарце у дисциплини 60 метара , која се на програму Олимпијских игара нашла само 2 пута, приказани су у следећој табели.
| Дисциплина             |                     | Резултат |                      | Резултат |                         | Резултат |
| Париз 1900. детаљи     | Алвин Крензлајн САД | 7,0 ОР   | Џон Туксбери САД     | 7,1      | Стенли Роули Аустралија | 7,2      |
| Сент Луис 1904. детаљи | Арчи Хан САД        | 7,0      | Вилијам Хогенсон САД | 7,2      | Феј Молтон САД          | 7,2      |

## Биланс медаља
| Пласман | Држава     | Злато | Сребро | Бронза | Укупно |
| ------- | ---------- | ----- | ------ | ------ | ------ |
| 1.      | САД        | 2     | 2      | 1      | 5      |
| 2.      | Аустралија | 0     | 0      | 1      | 1      |
|         | Укупно (2) | 2     | 2      | 2      | 6      |